# Chersotis schaferi
Chersotis schaferi är en fjärilsart som beskrevs av Charles Boursin 1954. Chersotis schaferi ingår i släktet Chersotis och familjen nattflyn. Inga underarter finns listade i Catalogue of Life.